# Sergio Camello
Camello  Pérez est un nom espagnol. Le premier nom de famille, en général paternel, est Camello ; le second, en général maternel, souvent omis, est Pérez.
Sergio Camello, né le 10 février 2001 à Madrid en Espagne, est un footballeur espagnol qui évolue au poste d'avant-centre au Rayo Vallecano.

## Biographie

### En club
Né à Madrid en Espagne, Sergio Camello rejoint le centre de formation de l'Atlético de Madrid en 2009, en provenance du CDS Las Encinas de Boadilla.
Il joue son premier match en professionnel le 18 mai 2019, lors d'une rencontre de Liga face au Levante UD, où il se distingue en marquant également son premier but. Il devient le premier joueur né au 21e siècle à marquer un but pour l'Atletico. Camello déclare après ce match que c'était un rêve de faire ses débuts en professionnel, et qu'il souhaitait devenir une légende du club.
Le 23 novembre 2020, il prolonge son contrat avec son club formateur jusqu'en juin 2024. Sergio Camello joue son premier match de Ligue des champions le 25 novembre 2020, contre le Lokomotiv Moscou. Il entre en jeu en cours de partie ce jour-là, à la place de son coéquipier Yannick Carrasco, et la rencontre se termine sur un score nul et vierge.
Le 31 août 2021, lors du dernier jour du mercato estival, Sergio Camello est prêté pour une saison au CD Mirandés. Pour son premier match avec Mirandés, le 5 septembre 2021 contre l'UD Las Palmas en championnat, Camello marque deux buts. Il participe ainsi à la victoire des siens par quatre buts à deux.
Après avoir prolongé son contrat avec l'Atletico de Madrid jusqu'en juin 2026, Camello est prêté dans la foulée au Rayo Vallecano le 3 août 2022.
Camello inscrit son premier but pour le Rayo Vallecano le 3 octobre 2022, lors d'une rencontre de championnat face au Elche CF. Titularisé, il inscrit le but égalisateur et son équipe s'impose par deux buts à un.
Le 17 août 2023, Camello quitte définitivement l'Atlético Madrid afin de s'engager en faveur du club où il était précédemment prêté, le Rayo Vallecano. Il signe un contrat de quatre ans, soit jusqu'en juin 2027.
Le 2 janvier 2024, Camello réalise son premier doublé pour le Rayo Vallecano, lors d'une rencontre de championnat face au Getafe CF. Titulaire, il donne la victoire à son équipe en marquant les deux seuls buts de la partie.

### En sélection
Sergio Camello joue son premier match avec l'équipe d'Espagne des moins de 17 ans le 19 octobre 2017, face au Liechtenstein. Il se distingue alors en inscrivant deux buts, contribuant grandement à la victoire de son équipe (3-0). Avec cette sélection, il participe au championnat d'Europe des moins de 17 ans en 2018. Il prend part à deux matchs lors de ce tournoi organisé en Angleterre, son équipe s'inclinant en quarts de finale face à la Belgique (2-1).
Camello est aussi sélectionné avec les moins de 18 ans de 2018 à 2019, avec qui il inscrit quatre buts en six matchs.
Par la suite, avec les moins de 19 ans, il marque un but en amical contre le Danemark, en février 2020 (score : 1-1).
Sergio Camello joue son premier match avec l'équipe d'Espagne espoirs le 12 novembre 2021 contre Malte. Il entre en jeu et son équipe s'impose par cinq buts à zéro.

## Palmarès

### En club
- Atlético Madrid
  - Champion d'Espagne en 2021

### En sélection
- Espagne espoirs
  - Finaliste du Championnat d'Europe espoirs en 2023

- Espagne olympique
  -  Médaillé d'or aux Jeux olympiques en 2024